# SEAT CUPRA
SEAT CUPRA, S.A.U., je dceřinou společností španělského výrobce automobilů SEAT se zaměřením na motoristický sport a vysokovýkonné automobily, které nabízí pod značkou CUPRA. Tato organizační jednotka dříve nesla označení SEAT Sport. V roce 1985  kdy byla založena, nahradila „oddělení speciálních vozidel SEAT“, vytvořené v roce 1971 s misí posilovat účast značky v automobilových soutěžích. Toto úsilí přineslo v letech 1979 až 1983 celkem 11 titulů. Mezi další aktivity kromě automobilových soutěží patří účast v závodech cestovních vozů a také vývoj vysokovýkonných verzí sériově vyráběných modelů. Intenzivní úsilí přineslo společnosti SEAT řadu prestižních titulů v mistrovstvích FIA, mimo jiné tři celková vítězství ve dvoulitrové třídě mistrovství světa v rallye (FIA WRC) s vozem SEAT Ibiza Kit-Car (1996, 1997, 1998) a dva mistrovské tituly s vozem SEAT Leon v mistrovství světa cestovních vozů (FIA WTCC) v letech 2008 a 2009.
V roce 2018 založil SEAT nezávislou značku CUPRA zaměřenou na vysokovýkonné vozy a oddělení CUPRA Racing oficiálně nahradilo SEAT Sport.
Samostatná značka CUPRA byla oficiálně představena 22. února 2018 na exkluzivní akci v Barceloně, ale její logo bylo zveřejněno s třítýdenním předstihem. Současně byly spuštěny i oficiální webové stránky značky CUPRA. CUPRA se profiluje jako inovativní výrobce jedinečných a sofistikovaných vozů poskytujících mimořádné sportovní výkony pro nové skupiny zákazníků s vášní pro automobily.
CUPRA navíc zahrnuje kompletní divizi motoristického sportu, která hraje v aktivitách značky zásadní roli. CUPRA vystupuje v motoristickém sportu jako průkopník elektrického pohonu, ať se jedná o účast v závodech elektricky poháněných SUV Extreme-E (tým ABT CUPRA XE s jezdcem Mattiasem Ekströmem a jezdkyní Claudií Hürtgenovou; závodní elektromobil e-CUPRA ABT XE1 s pohonem všech kol a výkonem 544 k), nebo o nové mistrovství cestovních elektromobilů PURE ETCR (první ročník odstartoval v červnu 2021 za účasti dvou vozů CUPRA e-Racer o výkonu až 680 k v barvách týmu Zengő Motorsport, za jejichž volanty se střídají čtyři jezdci: Mikel Azcona, Jordi Gené, Mattias Ekström a Dániel Nagy). Nicméně o vavříny v automobilových závodech i nadále bojují také závodní cestovní vozy CUPRA TCR s konvenčními spalovacími motory (od roku 2018), které jsou postupně nahrazovány novými závodními vozy CUPRA Leon Competición.

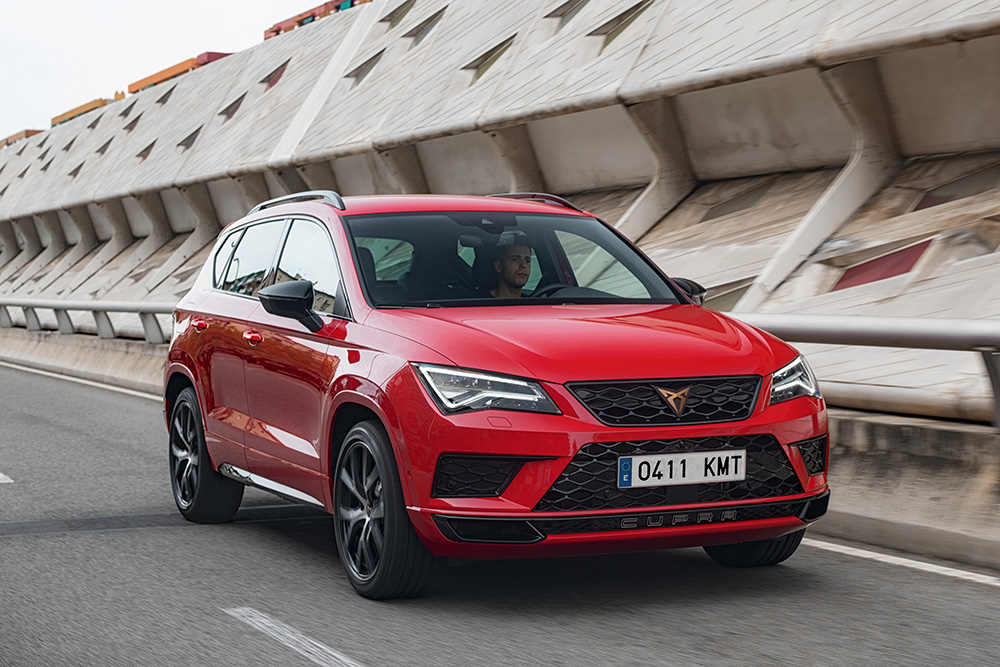
SUV CUPRA Ateca

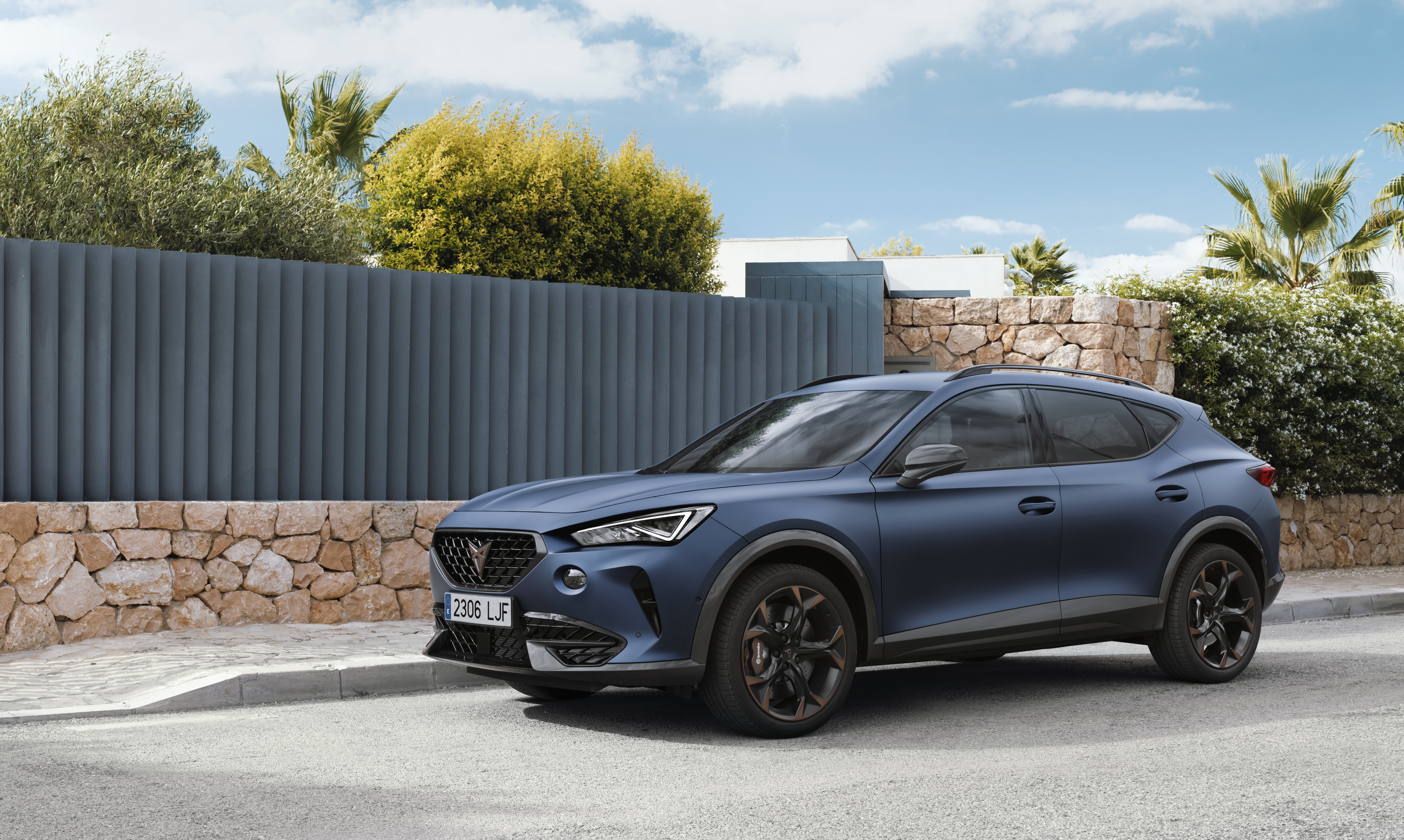
SUV CUPRA Formentor

Jako svůj první model uvedla CUPRA na trh všestranné SUV CUPRA Ateca (2018). Po něm následovaly v únoru 2020 modely CUPRA Leon (hatchback a Sportstourer) na základě čtvrté generace bestselleru z Martorellu. Jedinečné postavení značky na trhu umocňuje o měsíc později představený crossover SUV CUPRA Formentor – první model vyvinutý výhradně pro značku CUPRA. V únoru 2021 oslavila značka CUPRA své třetí výročí prezentací nejvýkonnějšího modelu ve své historii – Formentor VZ5 má pod kapotou přeplňovaný pětiválec 2,5 litru o výkonu 390 k. CUPRA nabídne zákazníkům pouhých 7000 exemplářů tohoto jedinečného vozu. Od roku 2020 vyráběné hybridní varianty modelů CUPRA Leon (e-HYBRID) zahájily proces elektrifikace značky (v roce 2021 následoval model CUPRA Formentor e-HYBRID). První výhradně elektricky poháněný model značky CUPRA nese označení Born a jeho světová premiéra se uskutečnila v květnu 2021. Pro rok 2024 plánuje CUPRA uvedení svého druhého elektromobilu, Tavascan.

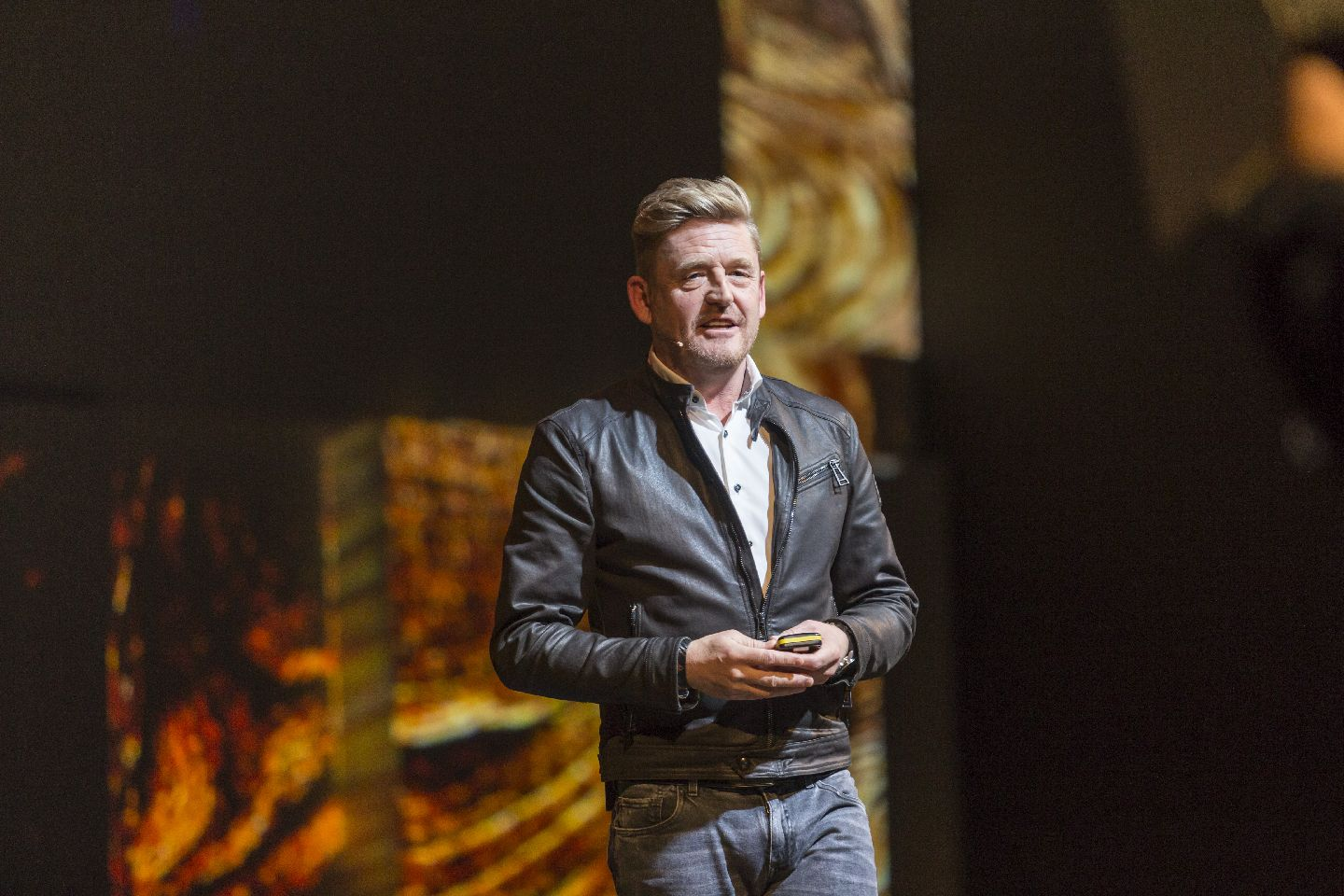
Wayne Griffiths

V lednu 2019 se řízení značky CUPRA ujal Wayne Griffiths , který měl tehdy v představenstvu společnosti SEAT na starosti prodej a marketing. V září 2020 byl Griffiths jmenován také předsedou představenstva společnosti SEAT.
CUPRA má od února 2020 vlastní globální sídlo v Martorellu (komplex CUPRA Garage), které bylo otevřeno u příležitosti druhého výročí značky, a své modely v něm vyvíjí ve spolupráci se společností SEAT. Nevšední architektonické řešení dvoupodlažní budovy s plochou 2400 m2 připomíná prostory boxů na závodních okruzích. Vedle centrály stojí také rekonstruovaná budova bývalého oddělení SEAT Sport. V ní nalezlo zázemí oddělení motoristického sportu, CUPRA Racing Factory. CUPRA má kromě toho od roku 2020 exkluzivní prostory také v multifunkční budově Casa SEAT v centru Barcelony.

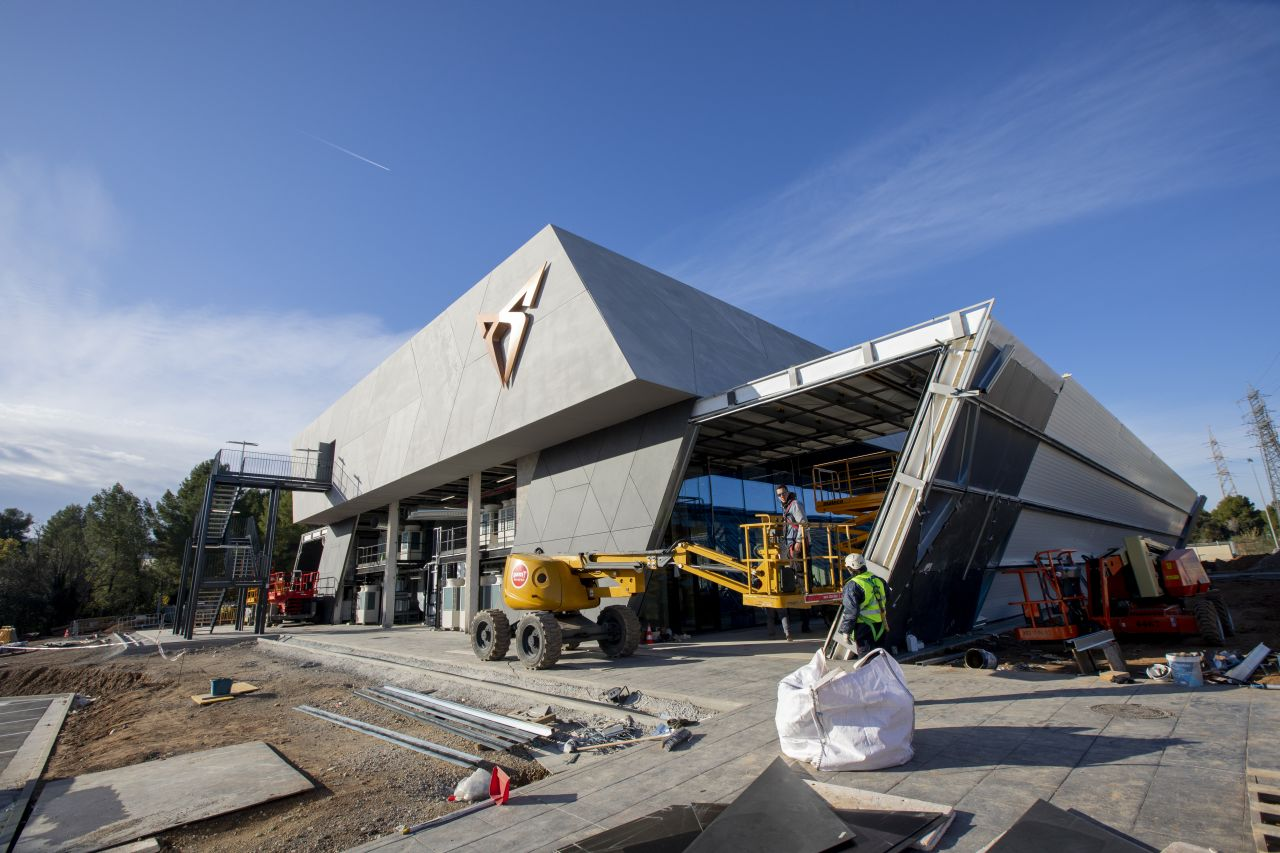
City Garage Store

V první fázi byl prodej modelů CUPRA svěřen 260 speciálně vybraným dealerstvím SEAT v celé Evropě. Značka CUPRA se od svého osamostatnění těší dynamickému růstu prodeje. V roce 2018 vzrostly prodeje značky CUPRA o 40 procent (celkem 14 400 prodaných vozů). Tehdejším cílem bylo zdvojnásobit prodeje v nadcházejících třech až pěti letech. Skutečný vývoj byl však mnohem dynamičtější. V roce 2019 vzrostly prodeje meziročně o 71,8 procenta na téměř 24 700 vozů. Růst značky CUPRA byl navzdory nečekané koronavirové pandemii dvouciferný i o rok později (+11 % na 27 400 prodaných vozů). Za první tři roky předala CUPRA zákazníkům již více než 65 000 vozů. Od roku 2020 probíhá expanze značky CUPRA na mezinárodní trhy. S novým elektromobilem Born se připravuje zavedení nového obchodního modelu s důrazem na internetový prodej a nabídku mobility na bázi předplatného. CUPRA plánuje pro rok 2021 zdvojnásobení objemu prodeje oproti předchozímu roku a zvýšení podílu na celkovém prodeji společnosti SEAT na 10 procent. K tomu přispěje i značné rozšíření prodejní sítě, která bude mít do konce roku 2022 cca 800 obchodních partnerů. Současně vyrůstají na hlavních třídách v centrech významných měst na celém světě exkluzivní showroomy City Garage Store.

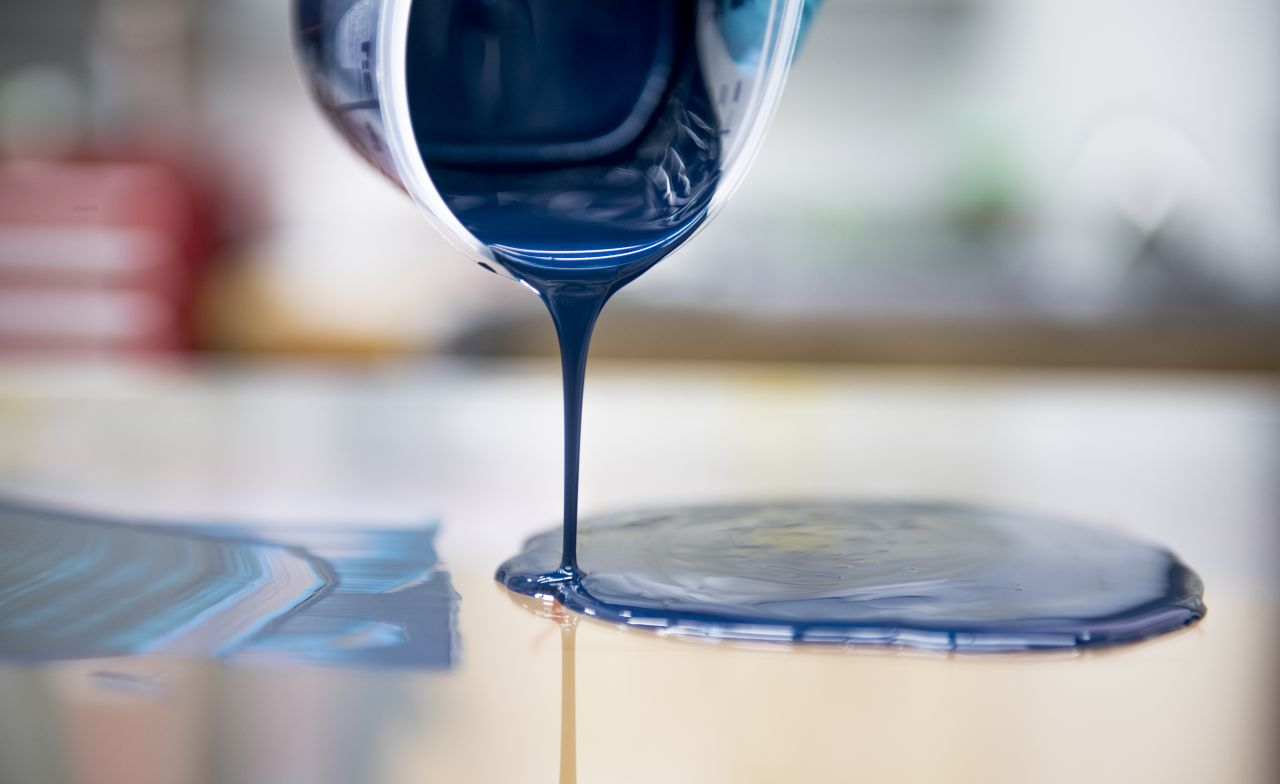
Petrol Blue

Logo značky CUPRA je tvořeno dvěma vzájemně provázanými, symetrickými písmeny „C“. Jeho design byl inspirován odvahou, smělostí a odhodláním lidí, žijících v kmenových společenstvích. Nejen na logu, ale i u mnoha dalších prvků vnější a vnitřní výbavy se objevuje specifický odstín mědi „Cup Copper“, který má umocňovat ušlechtilost vozů CUPRA. Dalším charakteristickým barevným odstínem je modrá „Petrol Blue“.

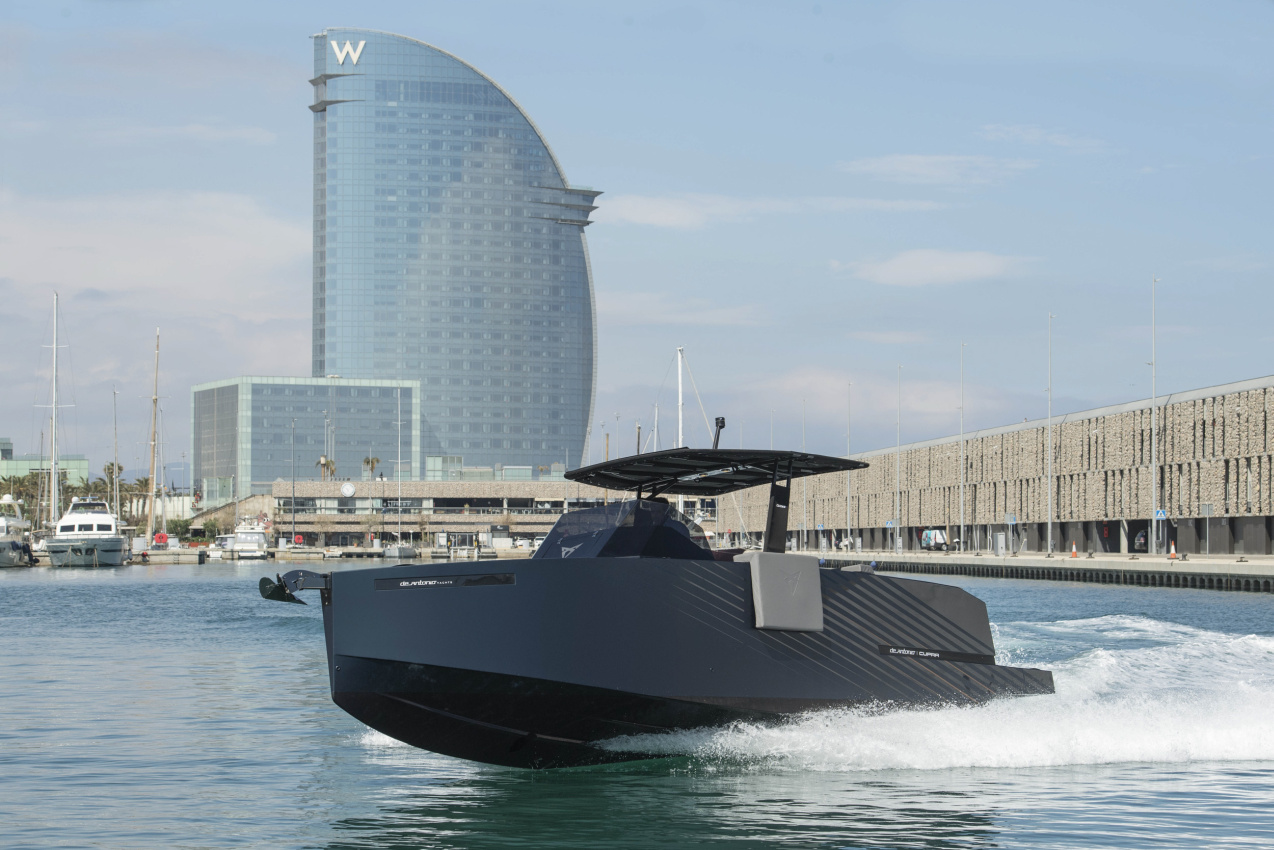
De Antonio Yachts D28 Formentor

Součástí DNA značky CUPRA je také vytříbený design, v němž se zrcadlí zaměření na dokonalé řemeslné zpracování, vášeň pro vysokou kvalitu a touha po individualizaci. Výsledkem tohoto přístupu jsou nejen nezaměnitelné automobily, ale také exkluzivní lifestylové produkty vyvíjené v partnerství s malými studii a řemeslnými dílnami. CUPRA od svého založení spolupracovala například se značkami L.G.R., TRAKATAN, FABIKE, DAINESE, NINCO, Marset, Mikakus, UNNO a Wilson. V květnu 2021 představila CUPRA exkluzivní jachtu De Antonio Yachts D28 Formentor o výkonu 400 k, vyvinutou ve spolupráci se společností De Antonio Yachts, a pro příští rok ohlásila variantu s inovativním hybridním pohonem. Od května 2021 podporuje CUPRA hudební festival Primavera Sound na základě tříletého partnerství.
Sportovní duch značky CUPRA se projevuje také v partnerství se slavným sportovním klubem FC Barcelona. Kromě toho je CUPRA oficiálním sponzorem mezinárodních turnajů v padelu (World Padel Tour). Mezi ambasadory značky CUPRA se objevují slavná jména nejen ze světa sportu. Mezi ně patří mimo jiné fotbalový brankář Marc ter Stegen, talentovaný mladý fotbalista Ansu Fati, závodní jezdci Mattias Ekström a Mikel Azcona, Fernando Belasteguín s několika dalšími nejlepšími světovými hráči padelu, olympijský medailista Saúl Craviotto a hollywoodský herec Daniel Brühl.

## Automobilové soutěže

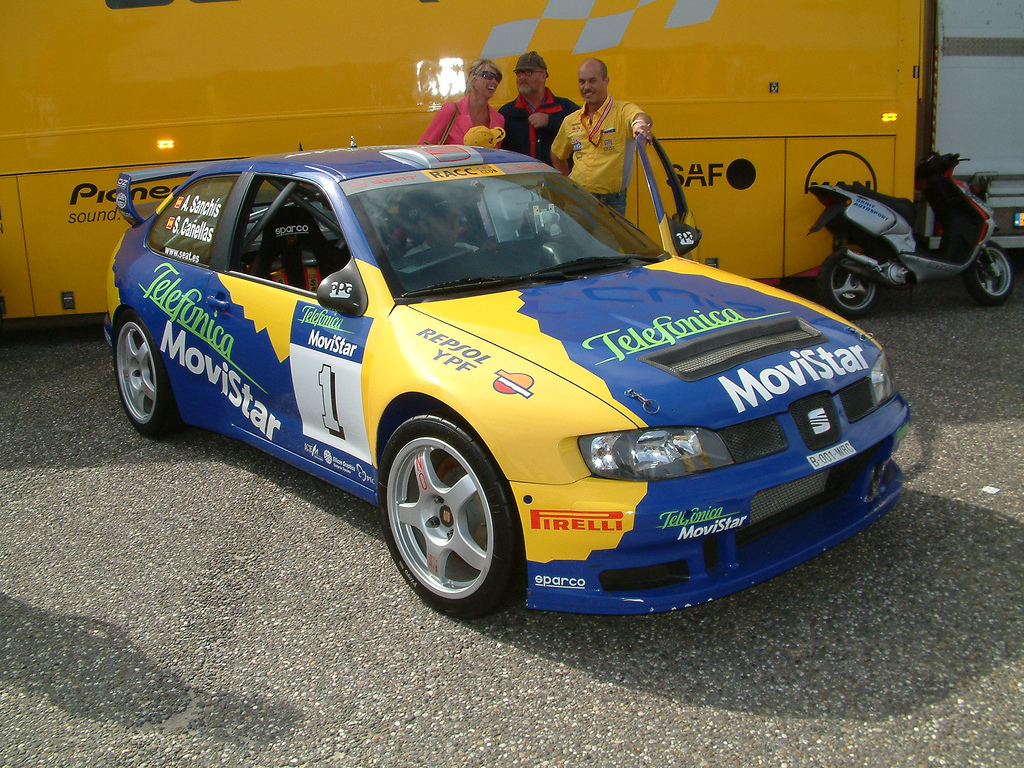
SEAT Cordoba WRC

První vážný vstup společnosti SEAT do mistrovství světa v rallye (FIA WRC) se odehrál v sezoně 1977. SEAT v ní nasazoval soutěžní vozy SEAT 1430, resp. 124D Especial 1800. Tým SEAT obsadil hned v první soutěži, Rallye Monte Carlo, třetí a čtvrté místo s továrními vozy 1430 a 1800, které řídili Antonio Zanini a Salvador Cañellas. V pozdějších letech byly automobilové soutěže doménou malých vozů SEAT Ibiza s atmosféricky plněným motorem 1,6 litru a pohonem předních kol, jejichž technickým základem byl Volkswagen Polo. Ibiza umožnila společnosti SEAT rozšiřovat své zkušenosti v rallye a v Evropě se oficiálně účastnila některých národních mistrovství. Roky ubíhaly a přinášely jen příležitostné úspěchy. Zlom přišel s dvoulitrovou verzí soutěžního vozu Ibiza, která byla homologována jako Kit Car s mimořádně širokým rozchodem kol, většími koly, brzdami, atd. v souladu s předpisy mezinárodní automobilové federace FIA (Fédération Internationale de l'Automobile). Tento vůz třikrát zvítězil v celkovém hodnocení mistrovství světa v dvoulitrové třídě (v letech 1996, 1997 a 1998).
Tři tituly FIA ve dvoulitrové třídě na kontě značky SEAT spolu s oblibou automobilových soutěží ve Španělsku přesvědčily management koncernu Volkswagen k dalšímu kroku. Oddělení SEAT Sport obdrželo dostatečný rozpočet, který umožnil dosáhnout dalšího cíle. SEAT oficiálně oznámil svůj projekt soutěžního vozu v nejvyšší specifikaci WRC v rámci Rallye San Remo 1997. SEAT Cordoba WRC se poprvé postavil na start nejvyšší úrovně automobilových soutěží, WRC, v roce 1998. Základem soutěžního vozu Cordoba byl stejnojmenný rodinný sedan, ale samozřejmě se jednalo o techniku WRC. Pohon obstarával přeplňovaný zážehový čtyřválec prostřednictvím trvalého pohonu všech kol s aktivními diferenciály. Výsledky však nebyly oslnivé, protože v neprospěch Cordoby hrály krátký rozvor a vysoko uložený motor (v porovnání s konkurenty). Hlavními jezdci byli bývalý mistr světa WRC Didier Auriol, Harri Rovanpera a vycházející finská hvězda Toni Gardemeister. Celkem třikrát obsadili místa na stupních vítězů: v Rallye Nový Zéland 1999 (Gardemeister), Rallye Velká Británie 1999 (Rovanpera) a Rallye Safari 2000 (Auriol).
Soutěžní vůz SEAT Cordoba WRC zanechal nesmazatelnou stopu také na tratích českých automobilových soutěží. V České republice vybojoval se soutěžním vozem SEAT Cordoba WRC EVO3 titul vicemistra ČR v rallye v roce 2002 úspěšný soutěžní jezdec Emil Triner, a to v barvách týmu SEAT Sport Czech Republic s podporou českého importéra. Triner jezdil se soutěžní Cordobou tři sezony. V poslední sezoně 2004 si na své konto připsal čtvrté místo v domácím mistrovství. Trinerova Cordoba WRC EVO3 poskytovala z dvoulitrového přeplňovaného motoru nejvyšší výkon 221 kW (300 k) a maximální točivý moment 510 N.m. Hnací sílu přenášela na všechna kola šestistupňová mechanická převodovka. Vůz s pohotovostní hmotností 1230 kg dosahoval nejvyšší rychlosti 200 km/h.

### Výsledky ve WRC
| Year | Car                   | No | Driver                | 1       | 2       | 3       | 4       | 5       | 6       | 7       | 8       | 9       | 10      | 11      | 12      | 13      | 14      | WDC   | Points | WMC | Points |
| ---- | --------------------- | -- | --------------------- | ------- | ------- | ------- | ------- | ------- | ------- | ------- | ------- | ------- | ------- | ------- | ------- | ------- | ------- | ----- | ------ | --- | ------ |
| 1998 | Seat Cordoba WRC      | 9  | Harri Rovanperä       | MON     | SWE     | KEN     | POR     | ESP     | FRA     | ARG     | GRC     | NZL     | FIN 11  | ITA Ret | AUS 11  | GBR 6   |         | 15th* | 3*     | 5th | 1      |
| 1998 | Seat Cordoba WRC      | 10 | Oriol Gómez           | MON     | SWE     | KEN     | POR     | ESP     | FRA     | ARG     | GRC     | NZL     | FIN Ret |         |         |         |         | -     | 0      | 5th | 1      |
| 1998 | Seat Cordoba WRC      | 10 | Marc Duez             |         |         |         |         |         |         |         |         |         |         | ITA 16  | AUS Ret |         |         | -     | 0      | 5th | 1      |
| 1998 | Seat Cordoba WRC      | 10 | Gwyndaf Evans         |         |         |         |         |         |         |         |         |         |         |         |         | GBR Ret |         | -     | 0      | 5th | 1      |
| 1999 | Seat Cordoba WRC      | 9  | Harri Rovanperä       | MON 7   | SWE 16  | KEN 6   | POR Ret | ESP 14  | FRA 13  | ARG Ret | GRE Ret | NZL Ret |         |         |         |         |         | 9th   | 10     | 5th | 23     |
| 1999 | Seat Cordoba WRC Evo2 | 9  | Harri Rovanperä       |         |         |         |         |         |         |         |         |         | FIN 5   | CHN 5   | ITA 16  | AUS 6   | GBR 3   | 9th   | 10     | 5th | 23     |
| 1999 | Seat Cordoba WRC      | 10 | Piero Liatti          | MON 6   | SWE     | KEN Ret | POR Ret | ESP 10  | FRA 9   | ARG Ret | GRE Ret |         |         |         |         |         |         | 23rd  | 1      | 5th | 23     |
| 1999 | Seat Cordoba WRC Evo2 | 10 | Piero Liatti          |         |         |         |         |         |         |         |         |         |         | CHN Ret | ITA 16  |         |         | 23rd  | 1      | 5th | 23     |
| 1999 | Seat Cordoba WRC      | 10 | Marcus Grönholm       |         | SWE Ret |         |         |         |         |         |         |         |         |         |         |         |         | 15th* | 5*     | 5th | 23     |
| 1999 | Seat Cordoba WRC      | 10 | Toni Gardemeister     |         |         |         |         |         |         |         |         | NZL 3   |         |         |         |         |         | 13th* | 6*     | 5th | 23     |
| 1999 | Seat Cordoba WRC Evo2 | 10 | Toni Gardemeister     |         |         |         |         |         |         |         |         |         | FIN 6   |         |         | AUS 16  | GBR Ret | 13th* | 6*     | 5th | 23     |
| 1999 | Seat Cordoba WRC Evo2 | 16 | Gwyndaf Evans         | MON     | SWE     | KEN     | POR     | ESP     | FRA     | ARG     | GRE     | NZL     | FIN     | CHN     | ITA     | AUS     | GBR Ret | -     | 0      | 5th | 23     |
| 1999 | Seat Cordoba WRC Evo2 | 20 | Toni Gardemeister     | MON     | SWE     | KEN     | POR     | ESP     | FRA     | ARG     | GRE     |         |         | CHN     | ITA Ret |         |         | 13th* | 6*     | 5th | 23     |
| 2000 | SEAT Cordoba WRC Evo2 | 7  | Didier Auriol         | MON Ret | SWE 10  | KEN 3   | POR 10  | ESP 13  | ARG Ret | GRC Ret | NZL Ret |         |         |         |         |         |         | 12th  | 4      | 5th | 11     |
| 2000 | SEAT Córdoba WRC Evo3 | 7  | Didier Auriol         |         |         |         |         |         |         |         |         | FIN 11  | CYP Ret | FRA 8   | ITA 17  | AUS 8   | GBR 9   | 12th  | 4      | 5th | 11     |
| 2000 | SEAT Cordoba WRC Evo2 | 8  | Toni Gardemeister     | MON 4   | SWE Ret | KEN Ret | POR 9   | ESP Ret | ARG Ret | GRC Ret | NZL Ret |         |         |         |         |         |         | 13th  | 4      | 5th | 11     |
| 2000 | SEAT Cordoba WRC Evo3 | 8  | Toni Gardemeister     |         |         |         |         |         |         |         |         | FIN Ret | CYP Ret | FRA 11  | ITA Ret | AUS 6   | GBR 12  | 13th  | 4      | 5th | 11     |
| 2000 | SEAT Cordoba WRC Evo2 | 17 | Harri Rovanperä       | MON     | SWE 12  | KEN     | POR     | ESP     | ARG     | GRC     | NZL     |         |         |         |         |         |         | 9th*  | 7*     | 5th | 11     |
| 2000 | SEAT Cordoba WRC Evo3 | 17 | Harri Rovanperä       |         |         |         |         |         |         |         |         | FIN     | CYP     | FRA     | ITA     | AUS     | GBR 10  | 9th*  | 7*     | 5th | 11     |
| 2000 | SEAT Cordoba WRC Evo3 | 20 | Gwyndaf Evans         | MON     | SWE     | KEN     | POR     | ESP     | ARG     | GRC     | NZL     | FIN     | CYP     | FRA     | ITA     | AUS     | GBR Ret | -     | 0      | 5th | 11     |
| 2001 | SEAT Cordoba WRC Evo3 | -  | Marc Blázquez         | MON     | SWE     | POR 16  | ESP Ret | ARG Ret | CYP Ret | GRC     | KEN     | FIN     | NZL     | ITA     | FRA     | AUS     | GBR     | –     | 0      | -   | 0      |
| 2001 | SEAT Cordoba WRC Evo3 | 21 | Salvador Cañellas Jr. | MON     | SWE     | POR     | ESP Ret | ARG     | CYP     | GRC     | KEN     | FIN     | NZL     | ITA     | FRA     | AUS     | GBR     | –     | 0      | -   | 0      |
| 2001 | SEAT Cordoba WRC Evo3 | 24 | Gwyndaf Evans         | MON     | SWE     | POR     | ESP     | ARG     | CYP     | GRC     | KEN     | FIN     | NZL     | ITA     | FRA     | AUS     | GBR Ret | –     | 0      | -   | 0      |

## Cestovní vozy
SEAT Sport založil v roce 2002 ve Španělsku značkové pohárové závody SEAT Leon Supercopa pro vozy SEAT Leon. Tento formát se od té doby rozšířil do celé Evropy a v roce 2008 vznikl SEAT Leon Eurocup. V roce 2003 začal SEAT nasazovat vozy SEAT Toledo CUPRA do mistrovství Evropy cestovních vozů ETCC (European Touring Car Championship). Za jejich volanty usedali jezdci Jordi Gené a Frank Diefenbacher. Bývalý vítěz britského mistrovství cestovních vozů Rickard Rydell se k nim přidal v roce 2004 a vybojoval pro SEAT Toledo CUPRA první vítězství.

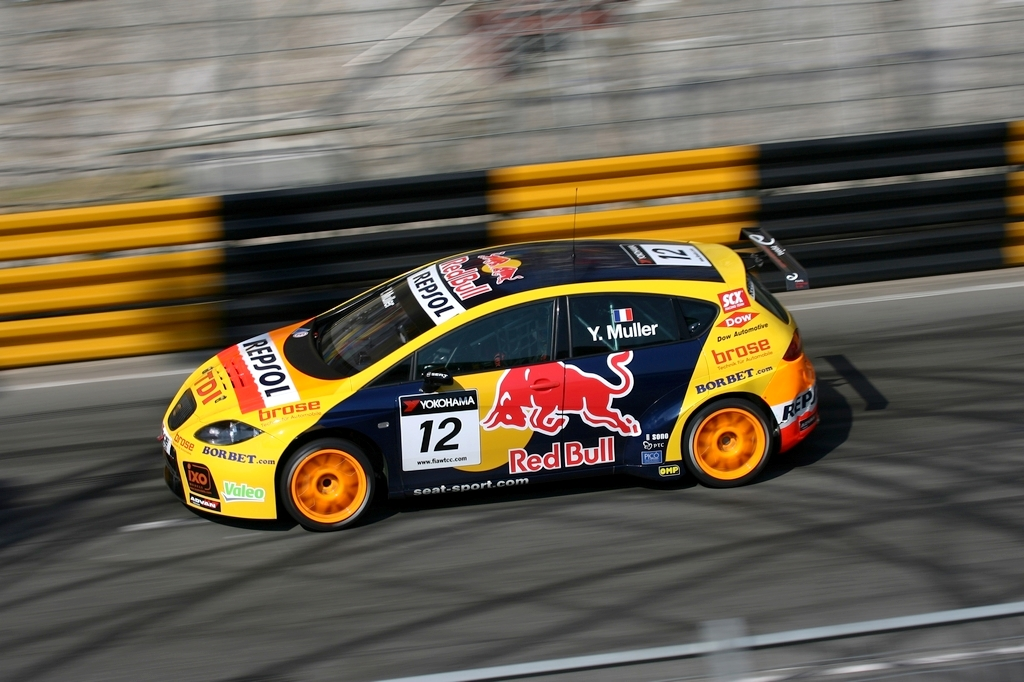
Yvan Muller jezdil pro SEAT Sport v Macau v sezóně WTCC 2008.

### WTCC
V roce 2005 se z ETCC stalo mistrovství světa WTCC (World Touring Car Championship). Německého jezdce Diefenbachera vystřídal další Němec Peter Terting. Čtyř podniků se v barvách týmů zúčastnil také Jason Plato, v jednom závodě nastoupil na start Marc Carol. V dalším průběhu roku 2005 se představil model Leon.
V roce 2006 přišli do týmu Gabriele Tarquini, Yvan Muller a James Thompson. Jednorázově se závodů zúčastnili také André Couto, Oscar Nogués a Florian Gruber.
Rydell, Thompson a Terting v roce 2007 tým opustili a jejich místa zaujali Michel Jourdain Jr. a Tiago Monteiro. Terting, Rydell a Nogués později odjeli za tým každý po jednom závodě. SEAT na konci sezony představil závodní vůz Leon ve verzi TDI se vznětovým motorem.
V roce 2008 odešel z týmu Jourdain a tým nasazoval pět vozů místo šesti. Yvan Muller získal první mistrovský titul WTCC pro značku SEAT v hodnocení jezdců a SEAT také zvítězil v hodnocení konstruktérů.
SEAT Sport v roce 2009 pokračoval se stejnou sestavou pěti jezdců a s provozem týmu mu pomáhal francouzský tým Oreca. Gabriele Tarquini získal pro značku SEAT druhý titul WTCC v řadě a SEAT tento úspěch zopakoval v hodnocení konstruktérů.
SEAT po zisku dvou titulů v řadě mezi jezdci i konstruktéry odešel jako tovární tým z WTCC na konci sezony 2009. V lednu 2010 však oznámil, že bude podporovat nově založený tým SR-Sport vedený společností SUNRED Engineering. Pro sezonu 2010 byli potvrzeni jezdci Gabriele Tarquini, Jordi Gene, Tiago Monteiro a Tom Coronel. Yvan Muller odešel do továrního týmu Chevrolet.
SEAT pro rok 2012 oznámil, že se vrátí do sezony WTCC jako dodavatel soukromého týmu. SEAT Sport dodával v roce 2012 motory týmu Lukoil Racing, jehož dva vozy s motorem 1.6T řídil zkušený jezdec značky SEAT Gabriele Tarquini a Alexej Dudukalo. SEAT Sport poskytoval motory 1.6T rovněž týmu Tuenti Racing, jehož vozy řídili Pepe Oriola a Fernando Monje. Jezdec týmu Tuenti Racing Tiago Monteiro měl během prvního závodního víkendu pod kapotou motor SEAT Sport TDI, ale poté přešel na motor 1.6T dodávaný společností SUNRED. Tým Special Tuning Racing jezdil s oběma motory 1.6T a 2.0 TDI, které dodával SEAT Sport. Daryll O’Young používal pouze motor 1.6T, ale Tom Boardman spoléhal od začátku sezony až do jejího sedmého podniku na jednotku 2.0 TDI. Tým SUNRED Engineering používal motor SEAT Sport 2.0 TDI na začátku sezony ve voze Andrey Barlesiho, poté však od druhého podniku přešel na motor SUNRED 1.6T.

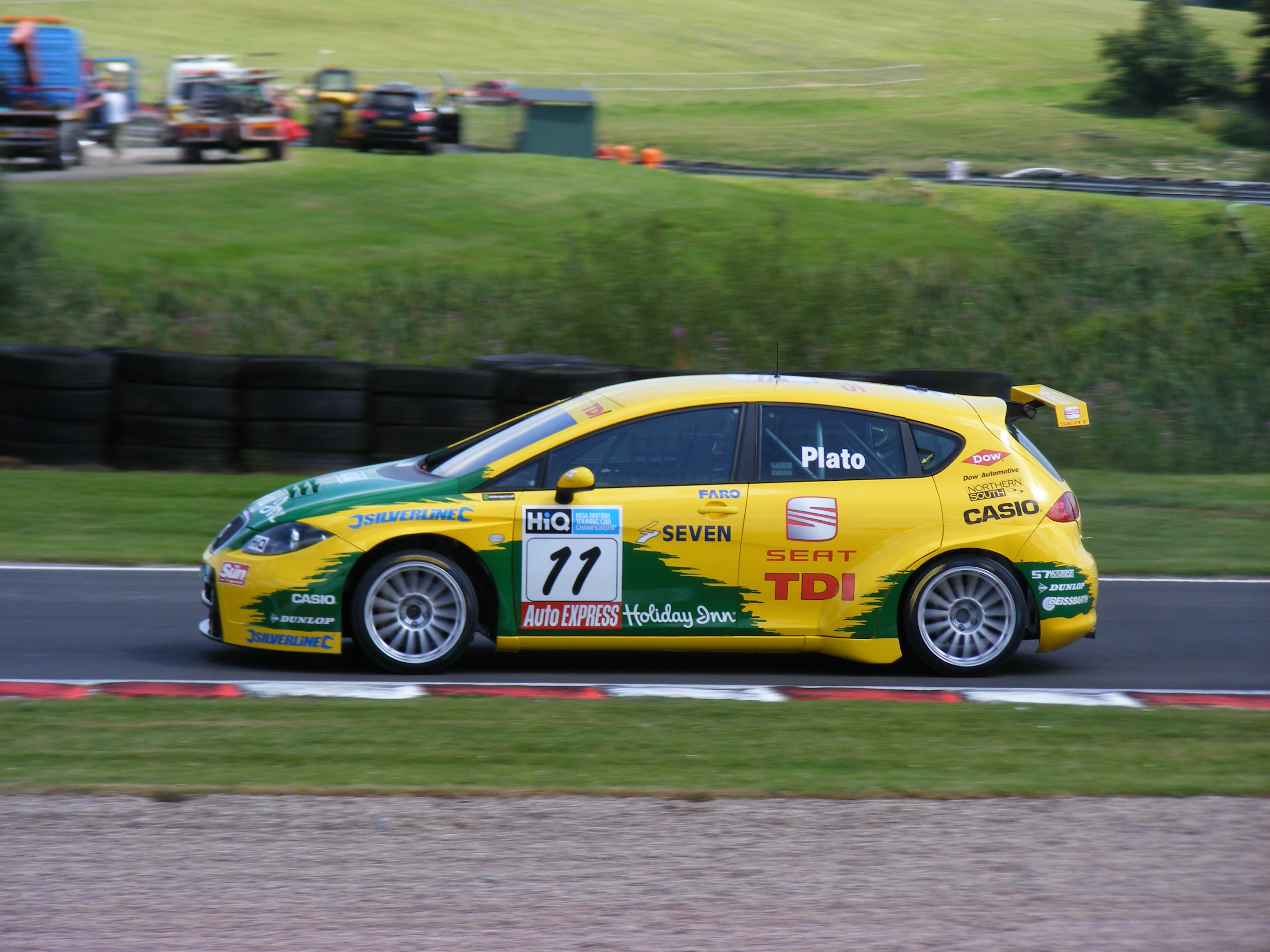
Jason Plato jezdil pro SEAT Sport UK v Oulton Parku v sezóně BTCC 2008.

### BTCC
SEAT Sport bojoval v letech 2004 až 2008 o vavříny v britském mistrovství cestovních vozů BTCC (British Touring Car Championship) pod hlavičkou SEAT Sport UK. Pět let jezdil pro tým Jason Plato, ale závodů se účastnili také Rob Huff, James Pickford, Luke Hines, Darren Turner, James Thompson a Tom Coronel, pravidelný jezdec ve WTCC (jednorázový start). Původně zajišťovala provoz závodních vozů společnost RML Group, dokud se nezaměřila na projekt Chevrolet WTCC. Plato se stal v letech 2006 a 2007 vicemistrem v britském mistrovství. V roce 2008 se používala verze TDI, ale problémem byla spolehlivost. Dva týmy i nadále nasazovaly během sezony 2009 vozy SEAT se zážehovými motory, které řídili Adam Jones a navrátilec do seriálu Dan Eaves v barvách týmu Cartridge World Clyde Valley, zatímco Gordon Shedden nastoupil za tým Clyde Valley ve dvou podnicích, a poté ze seriálu odešel. Později se však vrátil a řídil Leon pro Club SEAT.
Tom Boardman v roce 2010 řídil SEAT Leon se zážehovým motorem ve službách týmu Special Tuning UK a jeho sponzorem byl Club SEAT. Phil Glew se k němu přidal s vozem SEAT během závodního víkendu na okruhu Silverstone. Jeho tým nesl název YourRacingCar.com, ale vůz připravoval tým Special Tuning UK.
Boardman a Dave Newsham usedali v roce 2011 za volant vozů SEAT se zážehovým motorem v týmu Special Tuning Racing, který nebyl podporován odděleními SEAT Sport, ani SEAT Sport UK. Boardman byl první ve třetím závodě v Knochillu.

## Modely

### Vyráběné modely v roce 2021

#### Sériově vyráběné modely

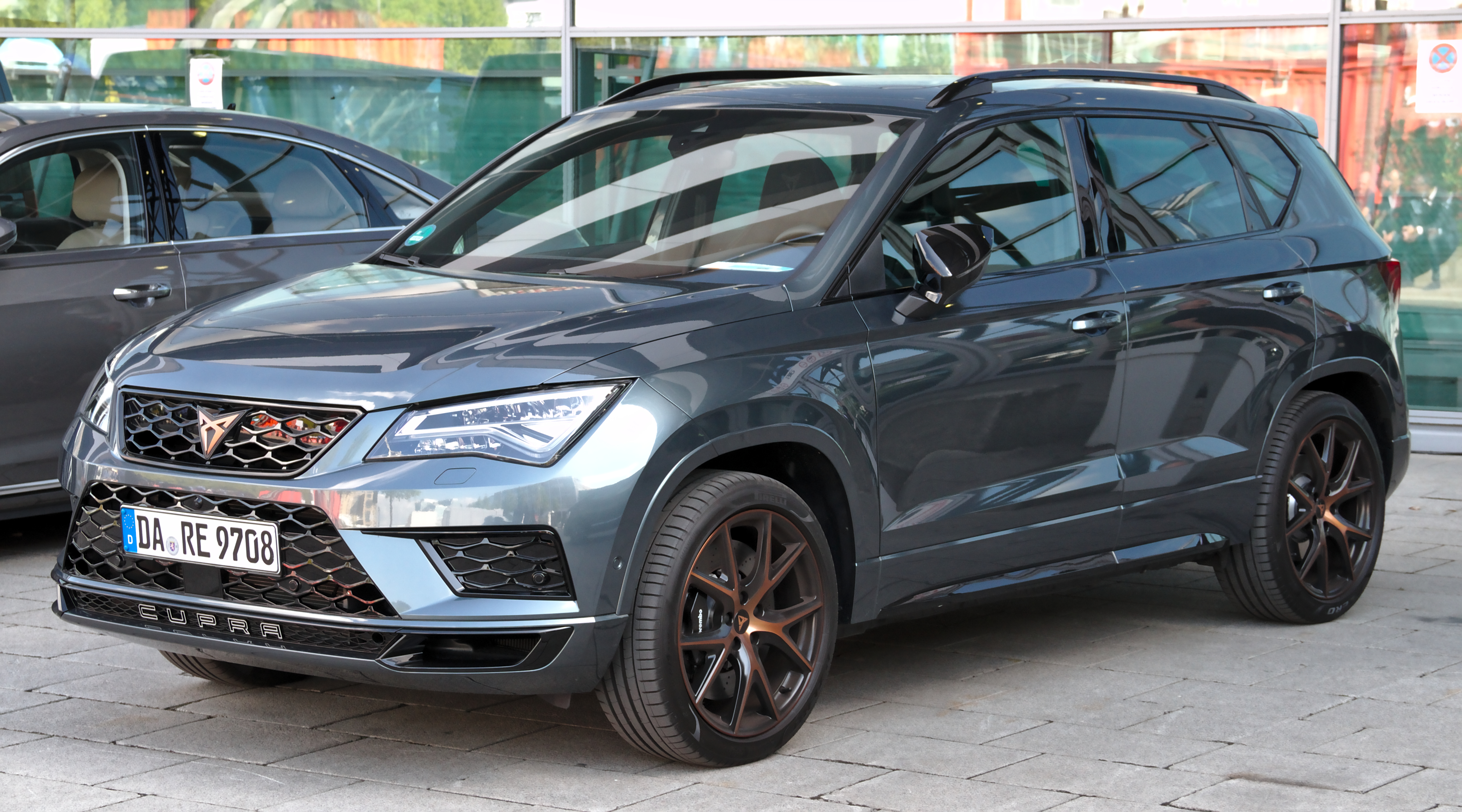
CUPRA Ateca

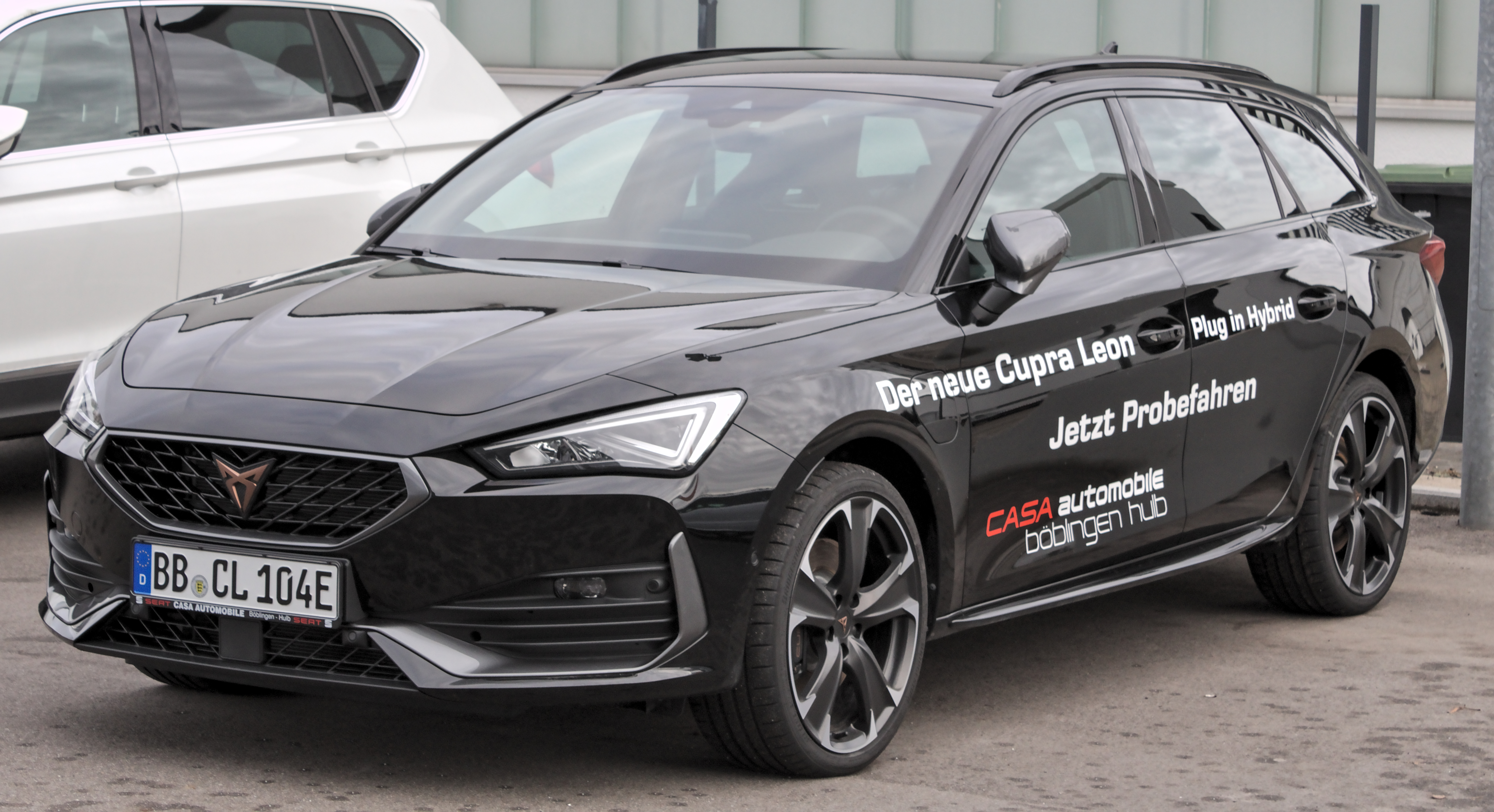
CUPRA Leon Sportstourer

- CUPRA Born
- CUPRA Formentor
- CUPRA Ateca
- CUPRA Leon
- CUPRA Leon Sportstourer
- CUPRA Tavascan

#### Závodní auta
- CUPRA E-Racer
- CUPRA León TCR
- CUPRA León Competición TCR

### Již nevyráběné modely

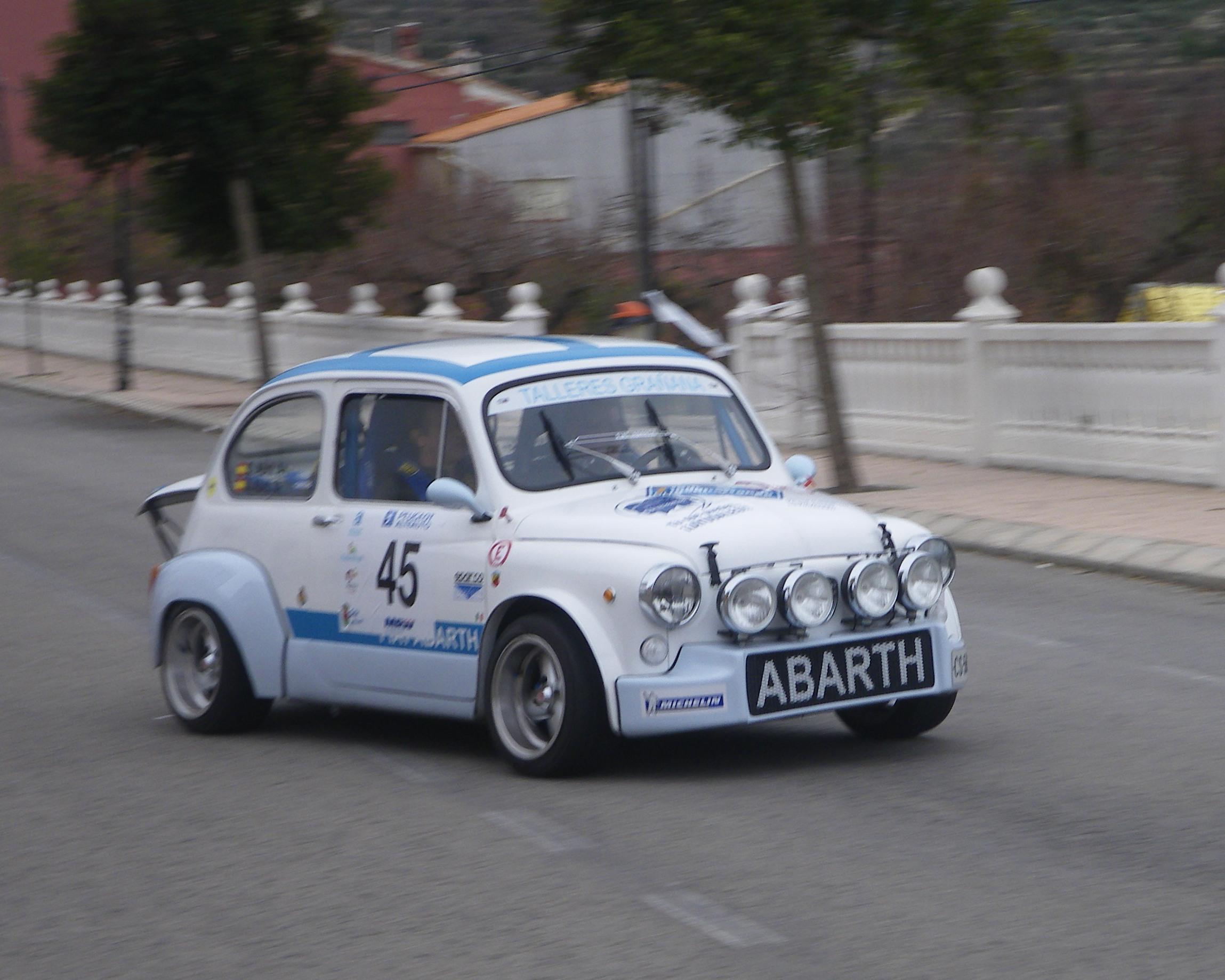
SEAT 600 Abarth

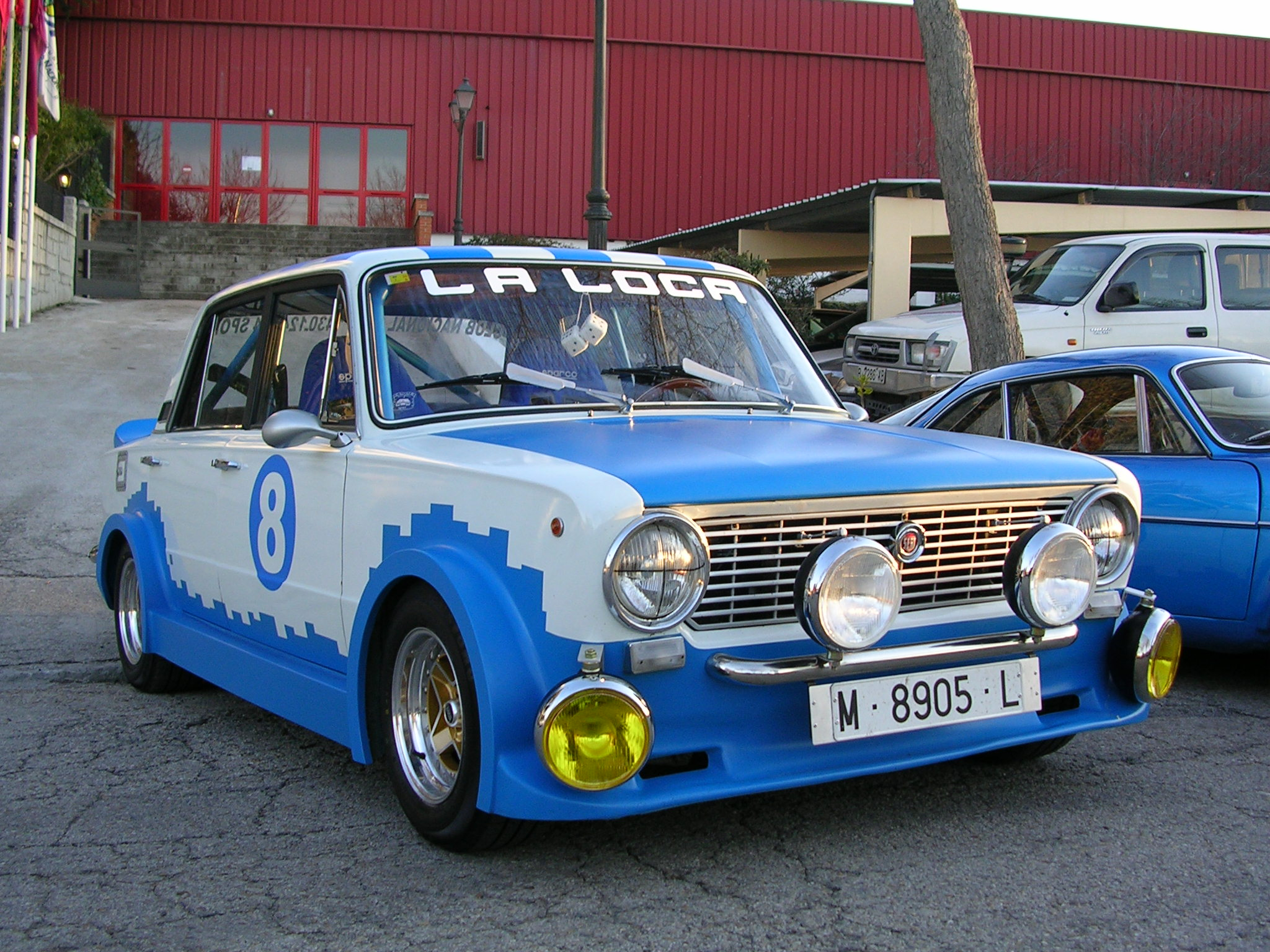
SEAT 124

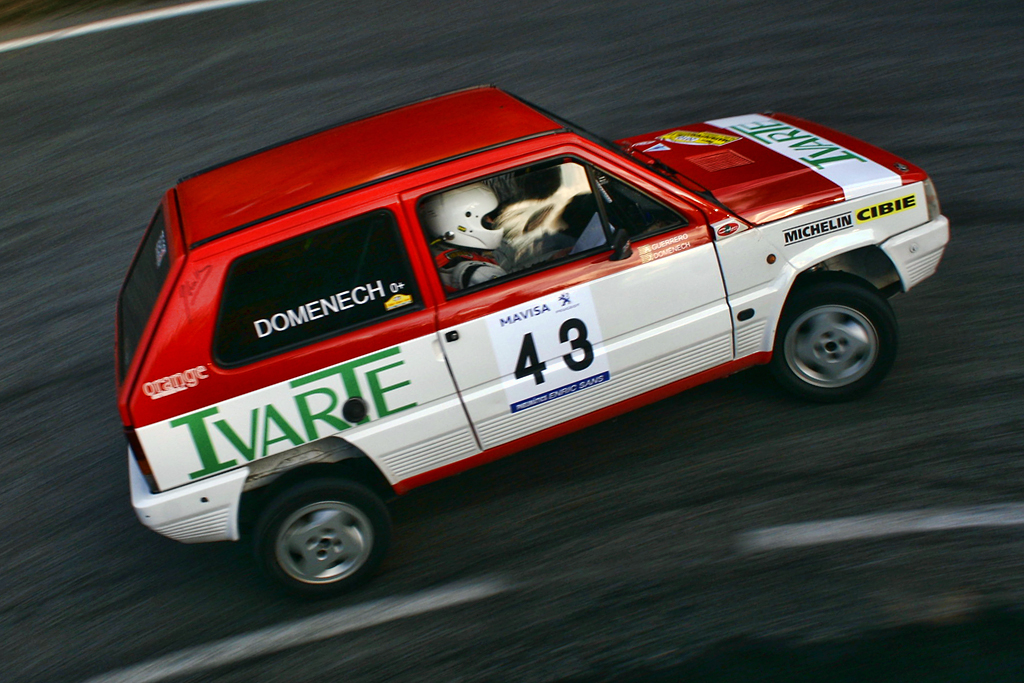
SEAT Panda

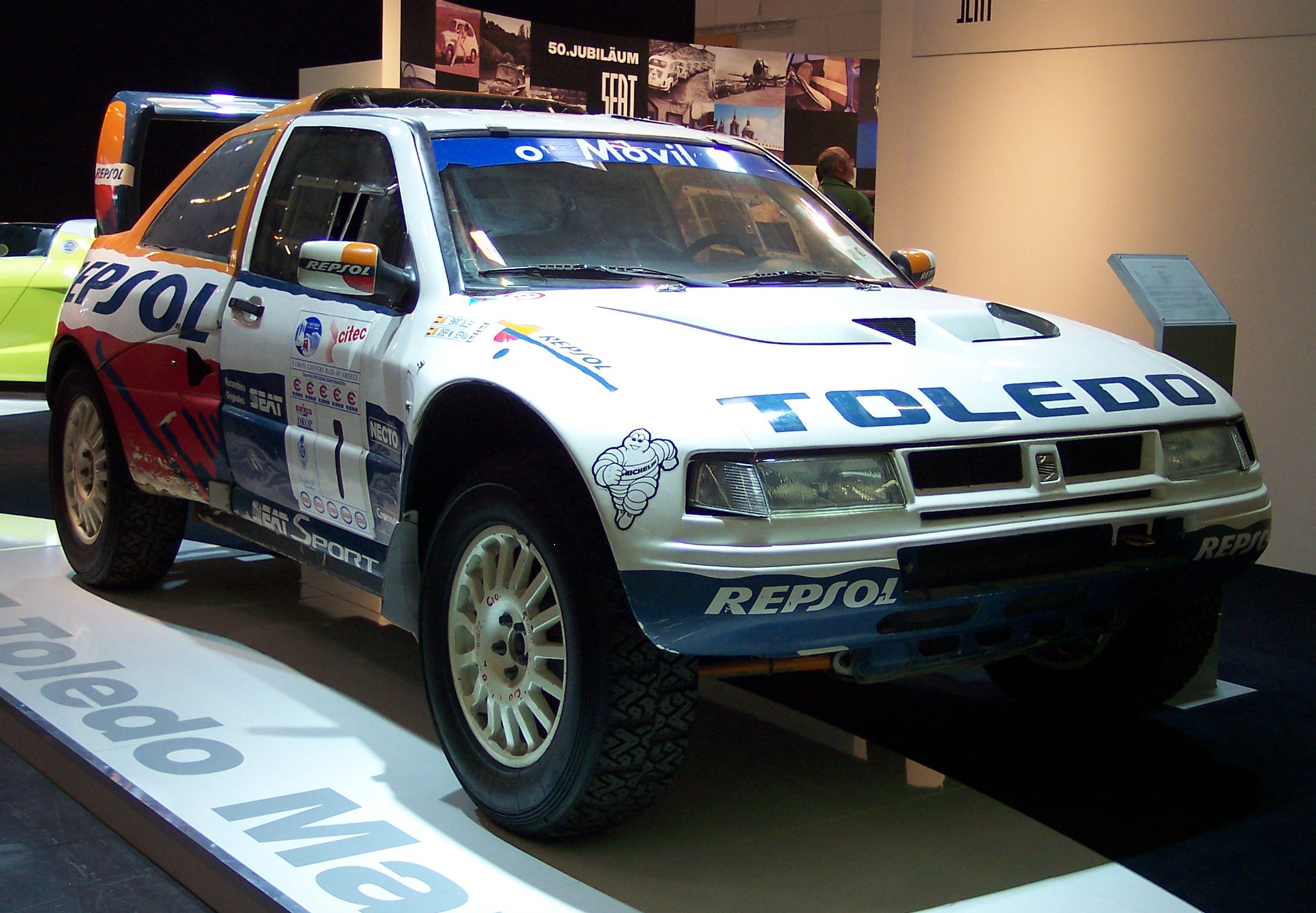
SEAT Toledo Marathon

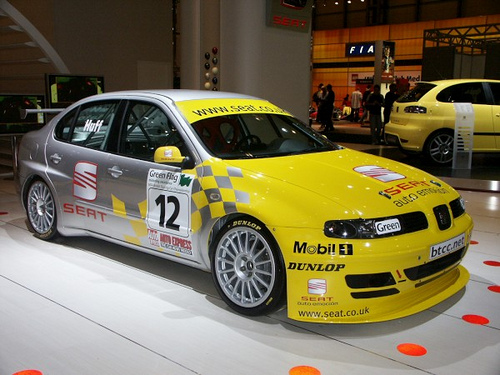
SEAT Toledo Mk2

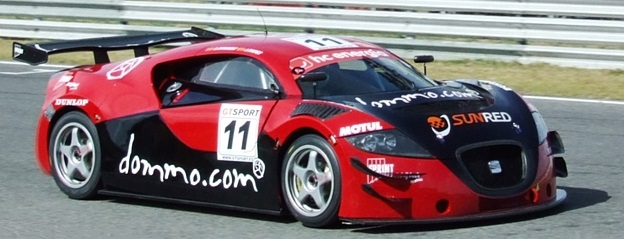
SEAT CUPRA GT

Stručný přehled soutěžních a závodních vozů SEAT:
- SEAT 1400 B (1957 - Juan Fernández - Copa Montjuïc de Cotxes Sport)
- SEAT 850 Coupé (1967 - A. Pérez Sutil, D. Morán)
- SEAT 1430-1600 (1970 - Del Vaz, Lazcano - Londýn-Mexiko)
- SEAT 124 Sport (1970)
- SEAT 124 Sport (1971 - Manuel Juncosa, M. Salas - Rally Basc-Navarrès)
- SEAT Fórmula 1430 (1971)
- SEAT 850 Spider Gr. 5 (1972 - Juncosa)
- SEAT SELEX ST3 (1972 - Salvador Cañellas - SEAT Fórmula 1430)
- SEAT 127 Gr. 2 (1973 - Salvador Servià - Montse Imbers)
- SEAT 1430-1800 Gr. 5 (1973 - Jorge Babler, Ricardo Antolín - Rally d 'Espanya)
- SEAT Martini F-1800 (1975 - Villacieros)
- SEAT 1430-1800 Gr. 4 (1977 - Salvador Servià, Jordi Sabater - Rally Montecarlo)
- SEAT 124-2100 16v Gr. 5 (1977 - Antonio Zanini, Juan Petisco - Rally Costa del Sol)
- SEAT 124-2000 Gr. 2 (1979 - Salvador Cañellas - Campionat d'Espanya de Turismes)
- SEAT 131 Abarth (1979 - Salvador Servià, Alex Brustenga - Rally Montecarlo, Rally Nova Zelanda)
- SEAT 131-2100 Gr. 5 (1980 - Santiago Martin Cantero - Campionat d 'Espanya de Turismes)
- SEAT Panda Gr. 2 (1981/1982 - R. Munoz)
- SEAT Fura Crono (1983)
- SEAT Ibiza Bimotor Proto (1988 - Josep Maria Servià, Lluis Corominas - Rally de Terra de Lloret de Mar)
- SEAT Ibiza 1.5 GLX Gr. B (1989)
- SEAT Marbella Proto (1989 - Antoni Rius, Manel Casanova - Rally de Toledo)
- SEAT Toledo Podium (1992 - Zvláštní vydání předané medailistům z olympijských her v Barceloně 1992)
- SEAT Toledo Sport (1992 - speciální komerční vydání postavené pro olympijské hry v Barceloně 1992)
- SEAT Toledo Olimpico (1992 - oficiální vůz olympijských her v Barceloně 1992)
- SEAT Toledo Supertourisme (1993/1994 - Giroix)
- SEAT Toledo Marathon (1994 - Josep Maria Servià, Enric Oller - Raid de Grècia)
- SEAT Ibiza Gr. N (1994 - Stephen Roche)
- SEAT Ibiza Gr. A (1995 - Weber / Rius)
- Vůz SEAT Ibiza Kit (1996 - Harri Rovanperä, Juha Repo - rally RAC)
- SEAT Córdoba WRC (1999 - Toni Gardemeister, Paavo Lukander - Raŀly de Nova Zelanda, Rally de Toledo)
- SEAT Ibiza Junior Gr. A (2000 - Dani Solá - Rally d 'Ourense)
- SEAT Córdoba WRC Evo 3 (2001 - Salvador Cañellas, Alberto Sanchís - Rally RACC)
- SEAT Dakar TDI (2002 - Fernando Gil, Rafael Tornabell Arras - Madrid-Dakar)
- SEAT Ibiza TDI Gr. N (2003 - Joan Font, Massip - Rally de Salamanca)
- SEAT Córdoba Silhouette (2003 - Christophe Bouchut - Campionat de França de Superturisme)
- SEAT Toledo GT (2003 - Ginés Vivancos, Jordi Gené - Campionat d'Espanya de GT)
- SEAT Toledo CUPRA ETCC (2003 - Jordi Gené - ETCC)
- SEAT CUPRA GT (2003)
- SEAT CUPRA GT (2004 - Gené, Vivancos)
- SEAT León Supercopa (2004 - Luis Pérez-Sala)
- SEAT Ibiza Proto 4x4 (2004 - Flavio Alonso)
- SEAT Toledo WTCC (2005 - Rickard Rydell - WTCC)
- SEAT Córdoba WRC Evo 3 (2006 - Crivillé)
- SEAT León Supercopa (2006 - José Manuel Pérez Aicart - Supercopa SEAT León)
- SEAT León WTCC (Jordi Gené - WTCC 2006)
- SEAT León TDI WTCC (2007 - Yvan Muller)
- SEAT León BTCC (2008 - Jason Plato - BTCC)
- SEAT León TDI WTCC (2008 - Yvan Muller)